# FC Slovan Liberec
FC Slovan Liberec (celým názvem: Football Club Slovan Liberec a. s.) je český profesionální fotbalový klub, který sídlí v krajském městě Liberci. Ve své historii vyhrál třikrát český ligový titul a dvakrát Český pohár. Tým hraje nejvyšší českou soutěž 1. českou fotbalovou ligu, v ní Slovan patří mezi trojici klubů, které doposud nescházely v žádném ligovém ročníku. Své domácí zápasy sehrává na stadionu U Nisy s kapacitou 9 900 diváků. Klubové barvy jsou modrá a bílá.

## Historie

### Počátky liberecké kopané
Předchůdcem libereckých fotbalistů z kraje století byl Reichenberger Sport klub, který vznikl roku 1904. O pět let později se zakládaly české sportovní kroužky jako byly Slovan, Austria, Merkur a Meteor převážně ve čtvrti Horní Růžodol. Právě tam začal působit první český klub, Sparta Horní Růžodol, v roce 1912 přejmenovaná na Rapid. V roce 1921 vznikl další český klub – Slavia Liberec a oba hrály v tzv. Pelikánově župě I. A třídu až do 2. světové války. Po jejím skončení hrála v Liberci Slavia I. A a Rapid I. B třídu. V roce 1949 vznikl nový oddíl Sokol Čechie Liberec XI. , později přejmenovaný na Slavoj Liberec. Ten se stal v roce 1953 prvním libereckým celkem v nejvyšší soutěži. Slavia dostala nové jméno, Zdar Liberec, pak Obchodní domy Liberec a Sokol ČSSZ Liberec. Působili v ní reprezentanti Ladislav Přáda, Václav Ježek (pozdější skvělý trenér) a další. Z Rapidu se stala Kolora a ta v roce 1955 postoupila do nejvyšší soutěže. Obě mužstva, jak Slavoj, tak o 2 roky později Kolora, však působila v I. lize pouze jednu sezónu. Slavoj se sloučil s Tatranem, Kolora s Lokomotivou a tyto dva sloučené celky vystupovaly pod názvem Jiskra.

### Založení klubu
12. července 1958 byl založen Slovan Liberec, to když se sloučila Jiskra se Slavojem, a vstoupil do II. ligy. V následujících letech se hrály v Liberci nižší soutěže a v roce 1970 postoupil Slovan do celostátní II. ligy. Následovaly průměrné ročníky ve III. lize, a po rozdělení II. ligy na českou a slovenskou národní ligu střídavé účasti ve druhé nebo třetí nejvyšší soutěži.

### Novodobá éra
6. ledna 1992 se začala psát nová historie Slovanu, kdy na valné hromadě dostalo šanci nové mladé vedení, které přislíbilo postup do I. ligy. Netrvalo dlouho, republika a tím i Československá federální liga se rozdělila a Slovan skutečně v roce 1993 pod vedením trenéra Vlastimila Petržely do I. ligy postoupil. První ročník v lize znamenal obrovskou euforii pro celé město a konečné 9. místo, o rok později byl Slovan 4. , pak 7. a dvakrát po sobě pátý. V následujícím ročníku skončil Slovan devátý, ale hrál finále Poháru ČMFS, ve kterém podlehl Slavii Praha až po prodloužení 0:1. V následující sezóně skončil Slovan osmý, ale zvítězil v domácím poháru, čímž poprvé v historii klubu vstoupil do evropských pohárů. O rok později skončil Slovan šestý, což při skvělém národním koeficientu stačilo na postup do Poháru UEFA, kde Liberec zažil neuvěřitelnou spanilou jízdu, kterou zastavila až Borussia Dortmund. Na konci sezóny se FC Slovan Liberec stal prvním mimopražským Mistrem České republiky. Pomistrovská sezóna přinesla „jen“ 4. místo a účast v Intertoto Cup – zde jej v semifinále zastavilo Schalke 04. Ligový ročník 2003/2004 rovněž nepatřil mezi nejúspěšnější – FC Slovan Liberec skončil na 6. místě a opět na něj zbyl „pouze“ Intertoto Cup. V půli sezóny vystřídal dvojici Škorpil, Csaplár trenér Stanislav Griga, který si jako svého asistenta přivedl Vítězslava Lavičku. Po průměrné sezóně 2004/2005, kdy Slovan skončil na 5. místě, přišel další „velký“ rok tohoto družstva. Pod vedením trenéra Vítězslava Lavičky, který vystřídal Stanislava Grigu, se Slovan od prvního kola usadil na čele ligového pelotonu. A vydržel tam všech třicet kol. Slovan se tak dočkal druhého titulu Mistr České republiky. I v sezóně 2006/2007 se Slovan pohyboval na čele tabulky. Celou sezónu byl na prvním, druhém nebo třetím místě. Nešťastné poslední kolo ale rozhodlo o tom, že Slovan skončil „až“ čtvrtý. Na začátku sezóny se tým nedostal přes Spartak Moskva do Ligy mistrů. V Poháru UEFA přešel pak přes Crvenou Zvezdu Bělehrad do základní skupiny. V té Slovan remizoval na domácí půdě s Sevilla FC, úspěšným obhájcem trofeje. Poté prohrál v portugalské Braze, doma porazil Grasshoppers Curych a po skvělém výkonu remizoval na hřišti holandského AZ Alkmaar. Slovan však ze skupiny nepostoupil a v soutěži skončil. Hned po skončení sezóny ohlásil svůj odchod veleúspěšný trenér Lavička a do funkce hlavního trenéra byl jmenován jeho asistent Michal Zach. Ten ale u týmu vydržel jen devět kol, po jeho odvolání se libereckého klubu ujal Ladislav Škorpil.
Během třinácti ligových sezón se v Liberci objevila celá řada hráčů, kteří se dokázali vypracovat mezi absolutní českou špičku. Ladislav Maier je držitelem stříbrné medaile z EURO 1996 v Anglii a chytal v Rapidu Vídeň. Roman Týce, Martin Jiránek, Jiří Štajner, Václav Koloušek, Jan Polák, Marek Čech, Tomáš Zápotočný, Filip Hološko ... ti všichni se díky Slovanu dostali do zahraničních klubů. Klub angažoval prvního Argentince v české lize, Leandro Lazzaro Hernán Liuni poté dvakrát za sebou získal trofej pro nejlepšího cizince ligy a ze Slovanu přestoupil do Sparty. Václav Koloušek se stal nejlepším fotbalistou Gambrinus ligy v sezóně 2001/02, Jiří Štajner se v té samé sezóně stal nejlepším střelcem ligy. Po mistrovské sezóně 2005/06 se Tomáš Zápotočný a Marek Čech probojovali do reprezentačního výběru a našli si lukrativní angažmá v zahraničí. Trenér Vítězslav Lavička se dvakrát za sebou stal Trenérem roku, bylo to v letech 2006 a 2007. Po sezóně 2006/07 trenér Vítězslav Lavička ze Slovanu odešel. Jeho místo zaujal dosavadní asistent Michal Zach. U týmu vydržel ale jen 8 kol. V devátém usedl na lavičku opět Ladislav Škorpil. Asistenty mu dělali Josef Petřík, Radim Nečas a Luboš Kozel. V sezóně 2008/09 dovedl Škorpil se svým realizačním týmem Slovan ke třetímu nejlepšímu umístění v historii. Bronzovou ligovou medaili získal Slovan poprvé. První polovina sezóny 2009/10 se ale libereckému klubu vůbec nepovedla. Tým vypadl z play off Evropské ligy, když hájil na stadionu U Nisy tříbrankové vedení. Dinamo Bukurešť ale dokázalo téměř nemožné. Jeho hráči vyhráli 3:0 a na penalty nakonec postoupili. Slovan se z tohoto šoku nedokázal celý podzim vzpamatovat. Ve 14. kole na to doplatil trenér Ladislav Škorpil. Jeho místo zaujal trenér Josef Petřík. Tým nakonec v ročníku 2009/10 skončil v lize na nepříliš lichotivém, ale přijatelném 9. místě tabulky.
Slovan navázal spolupráci s ukrajinským předním klubem FK Dynamo Kyjev, čehož výsledkem bylo mj. hostování platných ukrajinských hráčů Rybalky a Kalitvinceva.
Mužstvo vedené Jaroslavem Šilhavým se probojovalo přes předkola do základní skupiny H Evropské ligy 2013/14, kde se střetlo se španělskou Sevillou, německým Freiburgem a portugalským Estorilem). 7.  listopadu 2013 v zápase s domácím mužstvem Sevilla FC Liberec remizoval 1:1, čímž natáhl šňůru neporazitelnosti v evropských pohárových soutěžích již na devět utkání během jedné sezóny a vyrovnal český rekord Slavie Praha ze sezóny 1995/96 (v rámci jedné sezóny). V posledním zápase s portugalským Estorilem (na hřišti soupeře) již neměl situaci ve svých rukou, potřeboval získat o bod více nežli SC Freiburg, který bojoval v paralelním zápase proti Seville. Liberec zvítězil 2:1 a Freiburg doma podlehl španělskému soupeři 0:2, český tým tak obsadil s 9 body konečné 2.  místo ve skupině a mohl slavit postup do jarní vyřazovací fáze. V šestnáctifinále byl vyřazen nizozemským AZ Alkmaar po výsledcích 0:1 a 1:1.
Od začátku sezóny 2014/15 převzal vedení A týmu Slovanu Samuel Slovák. Týmu se však během podzimní části sezóny výsledkově nedařilo, přezimoval na předposledním místě a do jara už vstupoval pod vedením nového trenérského dua Kotrba – Csaplár. Ani této dvojici se nepodařilo v prvních třech jarních zápasech mužstvo restartovat, a tak opět došlo na Davida Vavrušku. Pod jeho vedením začal Slovan konečně sbírat důležité body, ve 28. kole si zajistil jistotu záchrany a v poháru se přes Třinec a Teplice probojoval až do finále, kde v penaltovém rozstřelu udolal regionálního rivala z Jablonce, když krátce před koncem na 1:1 vyrovnával Bakoš a při rozhodujících pokutových kopech zazářil gólman Hroššo. FC Slovan Liberec tak podruhé v historii vyhrál Pohár FAČR a opět si zajistil místo v předkole Evropské ligy.
Po nástupu trenéra Jindřicha Trpišovského v létě 2015 se hned ve dvou po sobě jdoucích sezónách podařilo otevřít brány skupinové fáze Evropské ligy, když v posledním předkole nejdříve přešel přes Hajduk Split a o rok později přes celek AEK Larnaka. V základní části dokázal v obou ročnících bojovat až do posledního kola o postup a završit stovku zápasů Slovanu Liberec v evropských pohárech. Nezapomenutelným zůstane zejména vítězství na půdě francouzského Olympique Marseille z 1. října 2015, kde jedinou brankou v závěru rozhodl Vladimír Coufal. Úspěšné působení kouče s bílou kšiltovkou v Liberci skončilo po podzimu 2017, kdy zamířil do Slavie Praha.
Následovalo půlroční angažmá trenéra Davida Holoubka a roční působení Zsolta Hornyáka, ani jednomu se však nepodařilo dostat klub znovu na evropskou scénu. Dokázal to až Pavel Hoftych, který s týmem v sezóně 2019/20 dokráčel do finále MOL Cupu proti pražské Spartě, které pod Ještědem odřídil sudí Královec. I přes neúspěch ve finále, které by bylo přímou vstupenkou do základní skupiny EL, se klub nakonec alespoň do předkol dokázal prokousat přes novou ligovou nadstavbu a rozhodující kvalifikační duel proti Mladé Boleslavi. V roce 2020, kdy i do sportu začala nepříjemně zasahovat pandemie covidu-19, si liberečtí fotbalisté nakonec skupinu Europa League přece jen vybojovali, když si v jednozápasových předkolech poradili v Litvě s Riteriai, v Rumunsku s FCSB a v Liberci s kyperským Apoelem, které proměněným pokutovým kop v nastavení zakončil Kamso Mara. Ze skupinových soubojů s belgickým Gentem, německým Hoffenheimem a srbskou Crvenou Zvezdou pak vytěžil sedm bodů.
Po špatném startu do sezóny 2021/2022 kdy Liberec v úvodních 5 ligových kolech získal pouhý jeden bod, a ve 2. kole poháru vypadl 1:2 s třetiligovým týmem FK Zbuzany skončil trenér Pavel Hoftych na lavičce Slovanu a byl nahrazen Lubošem Kozlem.
Dne 3. 4. 2024 klub oznámil, že se jeho novým většinovým akcionářem stal Ondřej Kania, a to ze 75,65 %.

## Kontroverze
V sezóně 2004/05 mu bylo v rámci potrestání klubů po korupčním skandálu z tabulky odečteno 6 bodů a namísto třetí pozice skončil až pátý.

## Historické názvy
- 1958 – TJ Slovan Liberec (Tělovýchovná jednota Slovan Liberec)
- 1980 – TJ Slovan Elitex Liberec (Tělovýchovná jednota Slovan Elitex Liberec)
- 1993 – FC Slovan Liberec (Football Club Slovan Liberec)
- 1993 – FC Slovan WSK Liberec (Football Club Slovan Wimpey-Severokámen Liberec, a. s.)
- 1994 – FC Slovan WSK Vratislav Liberec (Football Club Slovan Wimpey-Severokámen Vratislav Liberec, a. s.)
- 1995 – FC Slovan Liberec, a. s. (Football Club Slovan Liberec, a. s.)

## Úspěchy

### Úspěchy mužů
| Domácí medaile (5) |
| - Česká nejvyšší fotbalová soutěž (3× vítěz) - – FC Slovan Liberec: 2001/02, 2005/06, 2011/12 - – FC Slovan Liberec: 2008/09, 2012/13, 2015/16 - Český fotbalový pohár (2× vítěz) - – FC Slovan Liberec: 1999/00, 2014/15 |
| Menší úspěchy |
| - Tipsport liga (dříve Tipsport Cup; 1× vítěz) - – FC Slovan Liberec: 2001 - Fortuna Víkend šampionů (1× vítěz) - – FC Slovan Liberec: 2011                                                                               |

## Soupiska
| #  | Pozice | Hráč                          |
| -- | ------ | ----------------------------- |
| 1  | B      | Ivan Krajčírik                |
| 2  | O      | Dominik Plechatý (2. kapitán) |
| 3  | O      | Jan Mikula                    |
| 4  | O      | Martin Rýzek                  |
| 5  | O      | Petr Hodouš                   |
| 6  | Z      | Ivan Varfolomejev             |
| 7  | Z      | Soliu Afolabi                 |
| 8  | Z      | Marek Icha                    |
| 9  | Ú      | Lukáš Mašek                   |
| 10 | Z      | Qëndrim Zyba                  |
| 11 | Ú      | Filip Špatenka                |
| 12 | Z      | Vojtěch Stránský              |
| 14 | Z      | Matěj Strnad                  |
| 16 | O      | Ange N’Guessan                |
| 17 | Z      | Petr Juliš                    |
| 18 | O      | Josef Koželuh                 |

| #  | Pozice | Hráč                        |
| -- | ------ | --------------------------- |
| 19 | Z      | Michal Hlavatý (3. kapitán) |
| 20 | Z      | Ermin Mahmić                |
| 21 | Ú      | Lukáš Letenay               |
| 22 | O      | Jan Knapík                  |
| 24 | Z      | Patrik Dulay                |
| 25 | Z      | Ahmad Ghali                 |
| 26 | Z      | Lukáš Masopust              |
| 27 | O      | Aziz Kayondo                |
| 28 | Ú      | Benjamin Nyarko             |
| 31 | B      | Hugo Jan Bačkovský          |
| 32 | O      | Šimon Gabriel               |
| 33 | B      | Lukáš Pešl                  |
| 40 | B      | Tomáš Koubek                |
| 47 | B      | Jindřich Musil              |
| 99 | Ú      | Raimonds Krollis            |

### Změny v kádru v letním přestupovém období 2025–2026
| Příchody |            |                  |     |                   |                           |
| Poz.     | Nár.       | Hráč             | Věk | Odkud přišel      | Typ                       |
| Z        | Česko      | Petr Juliš       | 22  | FC Hradec Králové | přestup                   |
| Ú        | Česko      | Filip Špatenka   | 21  | FK Dukla Praha    | přestup                   |
| B        | Slovensko  | Ivan Krajčírik   | 25  | Widzew Łódź       | změna hostování v přestup |
| Z        | Česko      | Vojtěch Stránský | 22  | FK Mladá Boleslav | přestup                   |
| Ú        | Česko      | Lukáš Mašek      | 21  | FK Mladá Boleslav | přestup                   |
| Z        | Česko      | Hynek Hruška     | 21  | AC Sparta Praha B | přestup                   |
| O        | Česko      | Petr Hodouš      | 21  | AC Sparta Praha   | přestup                   |
| Z        | Česko      | Lukáš Masopust   | 32  | SK Slavia Praha   | změna hostování v přestup |
| Z        | Nigérie    | Soliu Afolabi    | 19  | FC Silon Táborsko | přestup                   |
| Z        | Rakousko   | Ermin Mahmić     | 20  | SV Lafnitz        | přestup                   |
| Ú        | Slovensko  | Ľubomír Tupta    | 27  | Widzew Łódź       | návrat z hostování        |
| Z        | Česko      | Milan Lexa       | 20  | FK Varnsdorf      | návrat z hostování        |
| Ú        | Nizozemsko | Olaf Kok         | 23  | MFK Vyškov        | návrat z hostování        |
| O        | Francie    | Ange N’Guessan   | 21  | FC Turín          | hostování                 |

| Odchody |                  |                   |     |                            |                           |
| Poz.    | Nár.             | Hráč              | Věk | Kam odešel                 | Typ                       |
| Z       | Rovníková Guinea | Santiago Eneme    | 24  | AC Sparta Praha            | přestup                   |
| Z       | Česko            | Denis Višinský    | 22  | FC Viktoria Plzeň          | přestup                   |
| Z       | Česko            | Christian Frýdek  | 26  | FC Baník Ostrava           | přestup                   |
| O       | Řecko            | Marios Purzitidis | 26  | FK Dukla Praha             | změna hostování v přestup |
| Ú       | Česko            | Michael Rabušic   | 35  | Česko                      | konec kariéry             |
| Z       | Česko            | Tomáš Polyák      | 24  | FC Silon Táborsko          | změna hostování v přestup |
| O       | Česko            | Dominik Mašek     | 22  | FK Pardubice               | hostování                 |
| Z       | Česko            | Milan Lexa        | 20  | FK Pardubice               | hostování                 |
| Ú       | Slovensko        | Ľubomír Tupta     | 27  | AE Larissa                 | přestup                   |
| Z       | Česko            | Hynek Hruška      | 21  | FC Sellier & Bellot Vlašim | hostování                 |

### B-tým
| # | Pozice | Hráč              |
| - | ------ | ----------------- |
|   | B      | Jindřich Musil    |
|   | O      | Lukáš Kočka       |
|   | O      | Martin Kuľha      |
|   | O      | Jindřich Machotka |
|   | O      | Kenny Ogboi       |
|   | O      | Igor Wydrzynski   |
|   | Z      | Michal Beran      |
|   | Z      | Vadym Butsko      |
|   | Z      | Petr Lupoměský    |

| # | Pozice | Hráč                  |
| - | ------ | --------------------- |
|   | Z      | Toni Ludovic Makowski |
|   | Z      | Kristián Michal       |
|   | Z      | Filip Papoušek        |
|   | Z      | Petr Papoušek         |
|   | Z      | Matyáš Plot           |
|   | Z      | Joel Yakubu           |
|   | Ú      | Vojtěch Hadaščok      |
|   | Ú      | Wiktor Karol Rogulski |
|   | Ú      | Altin Ukici           |

## Přehled výsledků v domácích soutěžích
Stručný přehled
Zdroj:
- 1958–1963: 2. liga – sk. A
- 1965–1965: Severočeský krajský přebor
- 1965–1968: Divize B
- 1968–1969: Divize C
- 1969–1970: 3. liga – sk. B
- 1970–1972: 2. liga
- 1972–1974: 3. liga – sk. B
- 1974–1976: 2. liga
- 1976–1977: 3. liga – sk. A
- 1977–1978: 1. ČNFL – sk. B
- 1978–1981: 1. ČNFL – sk. A
- 1981–1983: 1. ČNFL
- 1983–1986: 2. ČNFL – sk. A
- 1986–1991: 1. ČNFL
- 1991–1993: Českomoravská fotbalová liga
- 1993–: 1. liga

Jednotlivé ročníky
Zdroj:
Legenda:  Z – zápasy, V – výhry, R – remízy, P – porážky, VG – vstřelené góly, OG – obdržené góly, +/- – rozdíl skóre, B – body, červené podbarvení – sestup, zelené podbarvení – postup, fialové podbarvení – reorganizace, změna skupiny či soutěže
| Československo (1958–1993) |                              |        |               |               |              |               |               |               |                |               |        |
| Sezóna                     | Liga                         | Úroveň | Z             | V             | R            | P             | VG            | OG            | +/-            | B             | Pozice |
| 1958/59                    | 2. liga – sk. A              | 2      | 26            | 12            | 7            | 7             | 52            | 42            | +10            | 31            | 3.     |
| 1959/60                    | 2. liga – sk. A              | 2      | 26            | 7             | 10           | 9             | 31            | 37            | –6             | 24            | 8.     |
| 1960/61                    | 2. liga – sk. A              | 2      | 22            | 8             | 3            | 11            | 37            | 45            | –8             | 19            | 8.     |
| 1961/62                    | 2. liga – sk. A              | 2      | 22            | 8             | 4            | 10            | 35            | 40            | –5             | 20            | 8.     |
| 1962/63                    | 2. liga – sk. A              | 2      | 26            | 6             | 7            | 13            | 36            | 53            | –17            | 19            | 12.    |
| 1963/64                    | Severočeský krajský přebor   | 3      | ...           | ...           | ...          | ...           | ...           | ...           | ...            | ...           |        |
| 1964/65                    | Severočeský krajský přebor   | 3      | 26            | 13            | 7            | 6             | 49            | 27            | +22            | 33            | 3.     |
| 1965/66                    | Divize B                     | 3      | 26            | 9             | 7            | 10            | 42            | 48            | –6             | 25            | 9.     |
| 1966/67                    | Divize B                     | 3      | 26            | 15            | 5            | 6             | 58            | 31            | +27            | 35            | 3.     |
| 1967/68                    | Divize B                     | 3      | 26            | 17            | 5            | 4             | 58            | 23            | +35            | 39            | 2.     |
| 1968/69                    | Divize C                     | 3      | 26            | 16            | 6            | 4             | 58            | 21            | +37            | 38            | 1.     |
| 1969/70                    | 3. liga – sk. B              | 3      | 30            | 19            | 7            | 4             | 44            | 20            | +24            | 45            | 1.     |
| 1970/71                    | 2. liga                      | 2      | 30            | 11            | 8            | 11            | 28            | 29            | –1             | 30            | 6.     |
| 1971/72                    | 2. liga                      | 2      | 30            | 6             | 11           | 13            | 19            | 33            | –14            | 23            | 15.    |
| 1972/73                    | 3. liga – sk. B              | 3      | 30            | 11            | 7            | 12            | 41            | 33            | +8             | 29            | 11.    |
| 1973/74                    | 3. liga – sk. B              | 3      | 30            | 19            | 7            | 4             | 40            | 13            | +27            | 45            | 1.     |
| 1974/75                    | 2. liga                      | 2      | 30            | 9             | 10           | 11            | 24            | 31            | –7             | 28            | 12.    |
| 1975/76                    | 2. liga                      | 2      | 30            | 8             | 6            | 16            | 31            | 45            | –14            | 22            | 16.    |
| 1976/77                    | 3. liga – sk. A              | 3      | 30            | 16            | 7            | 7             | 49            | 23            | +26            | 39            | 1.     |
| 1977/78                    | 1. ČNFL – sk. B              | 2      | 30            | 8             | 13           | 9             | 27            | 33            | –6             | 29            | 9.     |
| 1978/79                    | 1. ČNFL – sk. A              | 2      | 30            | 11            | 8            | 11            | 38            | 38            | 0              | 30            | 6.     |
| 1979/80                    | 1. ČNFL – sk. A              | 2      | 30            | 11            | 5            | 14            | 25            | 30            | –5             | 27            | 13.    |
| 1980/81                    | 1. ČNFL – sk. A              | 2      | 30            | 14            | 4            | 12            | 35            | 32            | +3             | 32            | 8.     |
| 1981/82                    | 1. ČNFL                      | 2      | 30            | 7             | 11           | 12            | 27            | 34            | –7             | 25            | 12.    |
| 1982/83                    | 1. ČNFL                      | 2      | 30            | 6             | 3            | 21            | 22            | 56            | -34            | 15            | 16.    |
| 1983/84                    | 2. ČNFL – sk. A              | 3      | 30            | 17            | 5            | 8             | 51            | 32            | +19            | 39            | 2.     |
| 1984/85                    | 2. ČNFL – sk. A              | 3      | 30            | 9             | 11           | 10            | 29            | 30            | –1             | 27            | 13.    |
| 1985/86                    | 2. ČNFL – sk. A              | 3      | 30            | 16            | 10           | 4             | 42            | 22            | +20            | 42            | 1.     |
| 1986/87                    | 1. ČNFL                      | 2      | 30            | 11            | 7            | 12            | 35            | 40            | –5             | 29            | 7.     |
| 1987/88                    | 1. ČNFL                      | 2      | 28            | 8             | 6            | 14            | 33            | 45            | –12            | 22            | 12.    |
| 1988/89                    | 1. ČNFL                      | 2      | 30            | 9             | 6            | 15            | 36            | 46            | –10            | 24            | 13.    |
| 1989/90                    | 1. ČNFL                      | 2      | 30            | 8             | 6            | 16            | 34            | 50            | –16            | 22            | 13.    |
| 1990/91                    | 1. ČNFL                      | 2      | 30            | 11            | 5            | 14            | 34            | 44            | –10            | 27            | 12.    |
| 1991/92                    | Českomoravská fotbalová liga | 2      | 30            | 12            | 5            | 13            | 38            | 41            | –3             | 29            | 8.     |
| 1992/93                    | Českomoravská fotbalová liga | 2      | 30            | 13            | 10           | 7             | 38            | 20            | +18            | 36            | 5.     |
| Česko (1993 –)             |                              |        |               |               |              |               |               |               |                |               |        |
| Sezóna                     | Liga                         | Úroveň | Z             | V             | R            | P             | VG            | OG            | +/-            | B             | Pozice |
| 1993/94                    | 1. liga                      | 1      | 30            | 11            | 11           | 8             | 32            | 26            | +6             | 44            | 9.     |
| 1994/95                    | 1. liga                      | 1      | 30            | 16            | 3            | 11            | 49            | 46            | +3             | 51            | 4.     |
| 1995/96                    | 1. liga                      | 1      | 30            | 12            | 8            | 10            | 34            | 30            | +4             | 44            | 7.     |
| 1996/97                    | 1. liga                      | 1      | 30            | 12            | 10           | 8             | 33            | 30            | +3             | 46            | 5.     |
| 1997/98                    | Gambrinus liga               | 1      | 30            | 13            | 8            | 9             | 39            | 32            | +7             | 47            | 5.     |
| 1998/99                    | Gambrinus liga               | 1      | 30            | 9             | 11           | 10            | 33            | 34            | –1             | 38            | 9.     |
| 1999/00                    | Gambrinus liga               | 1      | 30            | 9             | 11           | 10            | 21            | 24            | –3             | 38            | 8.     |
| 2000/01                    | Gambrinus liga               | 1      | 30            | 12            | 9            | 9             | 39            | 31            | +8             | 45            | 6.     |
| 2001/02                    | Gambrinus liga               | 1      | 30            | 19            | 7            | 4             | 55            | 26            | +29            | 64            | 1.     |
| 2002/03                    | Gambrinus liga               | 1      | 30            | 14            | 8            | 8             | 43            | 36            | +7             | 50            | 4.     |
| 2003/04                    | Gambrinus liga               | 1      | 30            | 12            | 10           | 8             | 38            | 27            | +11            | 46            | 6.     |
| 2004/05                    | Gambrinus liga               | 1      | 30            | 14            | 10           | 6             | 45            | 26            | +19            | 46            | 5.     |
| 2005/06                    | Gambrinus liga               | 1      | 30            | 16            | 11           | 3             | 43            | 22            | +21            | 59            | 1.     |
| 2006/07                    | Gambrinus liga               | 1      | 30            | 16            | 10           | 4             | 44            | 22            | +22            | 58            | 4.     |
| 2007/08                    | Gambrinus liga               | 1      | 30            | 12            | 8            | 10            | 35            | 31            | +4             | 44            | 6.     |
| 2008/09                    | Gambrinus liga               | 1      | 30            | 14            | 10           | 6             | 41            | 28            | +13            | 52            | 3.     |
| 2009/10                    | Gambrinus liga               | 1      | 30            | 10            | 7            | 13            | 34            | 39            | –5             | 37            | 9.     |
| 2010/11                    | Gambrinus liga               | 1      | 30            | 12            | 7            | 11            | 45            | 36            | +9             | 43            | 7.     |
| 2011/12                    | Gambrinus liga               | 1      | 30            | 20            | 6            | 4             | 68            | 29            | +39            | 66            | 1.     |
| 2012/13                    | Gambrinus liga               | 1      | 30            | 16            | 6            | 8             | 46            | 34            | +12            | 54            | 3.     |
| 2013/14                    | Gambrinus liga               | 1      | 30            | 14            | 6            | 10            | 37            | 46            | –9             | 48            | 4.     |
| 2014/15                    | Synot liga                   | 1      | 30            | 7             | 12           | 11            | 39            | 43            | –4             | 33            | 12.    |
| 2015/16                    | Synot liga                   | 1      | 30            | 17            | 7            | 6             | 51            | 35            | +16            | 58            | 3.     |
| 2016/17                    | ePojisteni.cz liga           | 1      | 30            | 10            | 9            | 11            | 31            | 28            | +3             | 39            | 9.     |
| 2017/18                    | HET liga                     | 1      | 30            | 13            | 7            | 10            | 37            | 35            | +2             | 46            | 6.     |
| 2018/19                    | Fortuna:Liga                 | 1      | 35            | 12            | 10           | 13            | 34            | 32            | +2             | 46            | 6.     |
| 2019/20                    | Fortuna:Liga                 | 1      | 35            | 15            | 6            | 14            | 55            | 51            | +4             | 51            | 5.     |
| 2020/21                    | Fortuna:Liga                 | 1      | 34            | 14            | 10           | 10            | 44            | 32            | +12            | 52            | 6.     |
| 2021/22                    | Fortuna:Liga                 | 1      | 30 Play off 2 | 10 Play off 0 | 7 Play off 0 | 13 Play off 2 | 29 Play off 0 | 38 Play off 3 | -9 Play off -3 | 37 Play off 0 | 8.     |
| 2022/23                    | Fortuna:Liga                 | 1      | 30            | 10            | 8            | 12            | 39            | 43            | -4             | 38            | 7.     |
| 2023/24                    | Fortuna:Liga                 | 1      | 30            | 10            | 10           | 10            | 46            | 46            | 0              | 40            | 7.     |

Poznámky
- 1976/77: Po sezóně proběhla reorganizace nižších soutěží, 3. liga byla zrušena – prvních 9 mužstev postupovalo do 1. ČNFL (2. nejvyšší soutěž), zbylá mužstva sestoupila do příslušných divizních skupin (nově 3. nejvyšší soutěž).
- 2004/05: Jako výsledek korupční aféry bylo Liberci odečteno 6 bodů.

## Přehled výsledků v evropských pohárech
| Sezóna  | Soutěž             | Kolo               | Soupeř                       | Skóre                             | Střelci branek Slovanu Liberec                                                                |
| ------- | ------------------ | ------------------ | ---------------------------- | --------------------------------- | --------------------------------------------------------------------------------------------- |
| 2000/01 | Pohár UEFA         | 1. kolo            | IFK Norrköping               | 4:3 (2:2, 2:1)                    | Lazzaro Liuni, Jan Nezmar, Roman Jůn                                                          |
| 2000/01 | Pohár UEFA         | 2. kolo            | Liverpool FC                 | 2:4 (0:1, 2:3)                    | Jiří Štajner, David Breda                                                                     |
| 2001/02 | Pohár UEFA         | 1. kolo            | ŠK Slovan Bratislava         | 2:1 (2:0, 0:1)                    | Baffour Gyan, Jan Nezmar                                                                      |
| 2001/02 | Pohár UEFA         | 2. kolo            | RC Celta Vigo                | 4:3 (1:3, 3:0)                    | Fernando Cáceres (vl.), Jan Nezmar, Jiří Štajner                                              |
| 2001/02 | Pohár UEFA         | 3. kolo            | RCD Mallorca                 | 5:2 (3:1, 2:1)                    | Petr Lukáš, Petr Johana, Roman Jůn, Baffour Gyan, Jiří Štajner                                |
| 2001/02 | Pohár UEFA         | Osmifinále         | Olympique Lyon               | 5:2 (1:1, 4:1)                    | Jiří Štajner, Jan Nezmar, Robert Neumann                                                      |
| 2001/02 | Pohár UEFA         | Čtvrtfinále        | Borussia Dortmund            | 0:4 (0:0, 0:4)                    |                                                                                               |
| 2002/03 | Liga mistrů UEFA   | 3. předkolo        | AC Milán                     | 2:2 (0:1, 2:1)                    | Miroslav Slepička, David Langer                                                               |
| 2002/03 | Pohár UEFA         | 1. kolo            | FC Dinamo Tbilisi            | 4:2 (3:2, 1:0)                    | Jan Nezmar, Martin Zbončák                                                                    |
| 2002/03 | Pohár UEFA         | 2. kolo            | Ipswich Town FC              | 1:1 (0:1, 1:0 PP, 4:2 pen.)       | Baffour Gyan                                                                                  |
| 2002/03 | Pohár UEFA         | 3. kolo            | Panathinaikos FC             | 2:3 (2:2, 0:1)                    | Martin Zbončák, Samuel Slovák (pen.)                                                          |
| 2003    | Pohár Intertoto    | 2. kolo            | Shamrock Rovers FC           | 4:0 (2:0, 2:0)                    | Tomáš Zápotočný, David Langer, Václav Koloušek, Jan Nezmar                                    |
| 2003    | Pohár Intertoto    | 3. kolo            | Racing de Santander          | 3:1 (1:0, 2:1)                    | Michal Pospíšil, Václav Koloušek, Tomáš Zápotočný                                             |
| 2003    | Pohár Intertoto    | Semifinále         | FC Schalke 04                | 1:2 (1:2, 0:0)                    | Václav Koloušek                                                                               |
| 2004    | Pohár Intertoto    | 2. kolo            | FK ZTS Dubnica               | 7:1 (2:1, 5:0)                    | Filip Hološko, Marián Poštrk (vl.), Pavel Košťál, Juraj Ančic, Michal Pospíšil, Petr Papoušek |
| 2004    | Pohár Intertoto    | 3. kolo            | Roda Kerkrade                | 2:1 (1:0, 1:1 PP)                 | Petr Papoušek, Filip Hološko                                                                  |
| 2004    | Pohár Intertoto    | 4. kolo            | FC Nantes Atlantique         | 2:2 (1:0, 1:2)                    | Michal Pospíšil, Filip Hološko                                                                |
| 2004    | Pohár Intertoto    | Finále             | FC Schalke 04                | 1:3 (1:2, 0:1)                    | Tomáš Zápotočný                                                                               |
| 2005    | Pohár Intertoto    | 2. kolo            | Bejtar Jeruzalém FC          | 7:2 (5:1, 2:1)                    | Filip Hološko, Tomáš Zápotočný, Miroslav Slepička, Libor Došek, Filip Dort, Jan Holenda       |
| 2005    | Pohár Intertoto    | 3. kolo            | Roda Kerkrade                | 1:1 (0:0, 1:1)                    | Libor Došek                                                                                   |
| 2006/07 | Liga mistrů UEFA   | 3. předkolo        | FK Spartak Moskva            | 1:2 (0:0, 1:2)                    | Ivan Hodúr (pen.)                                                                             |
| 2006/07 | Pohár UEFA         | 1. kolo            | Crvena zvezda Bělehrad       | 4:1 (2:0, 2:1)                    | Tomáš Frejlach, Jan Blažek, Jiří Bílek, Jan Holenda                                           |
| 2006/07 | Pohár UEFA         | Základní skupina C | Sevilla FC                   | 0:0                               |                                                                                               |
| 2006/07 | Pohár UEFA         | Základní skupina C | SC Braga                     | 0:4                               |                                                                                               |
| 2006/07 | Pohár UEFA         | Základní skupina C | Grasshopper Club Zürich      | 4:1                               | Jan Blažek, Tomáš Zápotočný, Petr Papoušek, Tomáš Frejlach                                    |
| 2006/07 | Pohár UEFA         | Základní skupina C | AZ Alkmaar                   | 2:2                               | Tomáš Zápotočný, Petr Papoušek                                                                |
| 2007    | Pohár Intertoto    | 2. kolo            | Tobol Kostanaj FK            | 1:3 (1:1, 0:2)                    | Jan Nezmar                                                                                    |
| 2008/09 | Pohár UEFA         | 2. předkolo        | MŠK Žilina                   | 2:4 (1:2, 1:2)                    | Tomáš Frejlach, Jan Nezmar                                                                    |
| 2009/10 | Evropská liga UEFA | 3. předkolo        | FC Vaduz                     | 3:0 (1:0, 2:0)                    | Jan Blažek, Andrej Kerić, Jan Nezmar                                                          |
| 2009/10 | Evropská liga UEFA | 4. předkolo        | FC Dinamo București          | 3:3 (3:0 kont., 0:3 PP, 8:9 pen.) | Jiří Liška, Jan Blažek                                                                        |
| 2012/13 | Liga mistrů UEFA   | 2. předkolo        | Šachter Karagandy            | 2:1 (1:0 D, 1:1 PP V)             | Vojtěch Hadaščok, Jan Blažek                                                                  |
| 2012/13 | Liga mistrů UEFA   | 3. předkolo        | CFR Kluž                     | 1:3 (0:1 V, 1:2 D)                | Josef Šural                                                                                   |
| 2012/13 | Evropská liga UEFA | 4. předkolo        | Dněpr Dněpropetrovsk         | 4:6 (2:2 D, 2:4 V)                | Michal Breznaník, Lukáš Vácha (pen.), Renato Kelić                                            |
| 2013/14 | Evropská liga UEFA | 2. předkolo        | Skonto Riga                  | 2:2 (1:2 V, 1:0 D)                | Martin Frýdek, Dzon Delarge                                                                   |
| 2013/14 | Evropská liga UEFA | 3. předkolo        | FC Zürich                    | 4:2 (2:1 D, 2:1 V)                | Alain Nef (vl.), Michael Rabušic, Martin Frýdek, Serhij Rybalka                               |
| 2013/14 | Evropská liga UEFA | 4. předkolo        | Udinese Calcio               | 4:2 (3:1 V,1:1 D)                 | Serhij Rybalka, Dzon Delarge, Ondřej Kušnír                                                   |
| 2013/14 | Evropská liga UEFA | Základní skupina H | Sevilla FC                   | (1:1 D, 1:1 V)                    | Michael Rabušic, David Pavelka                                                                |
| 2013/14 | Evropská liga UEFA | Základní skupina H | SC Freiburg                  | (2:2 V, 1:2 D)                    | Vladyslav Kalitvincev, Michael Rabušic, Serhij Rybalka                                        |
| 2013/14 | Evropská liga UEFA | Základní skupina H | GD Estoril Praia             | (2:1 D, 2:1 V)                    | Josef Šural, Radoslav Kováč, Michael Rabušic                                                  |
| 2013/14 | Evropská liga UEFA | Šestnáctifinále    | AZ Alkmaar                   | 1:2 (0:1 D, 1:1 V)                | Jevhen Budnik                                                                                 |
| 2014/15 | Evropská liga UEFA | 2. předkolo        | MFK Košice                   | 4:0 (1:0 V, 3:0 D)                | Tomáš Ďubek, Dzon Delarge, Josef Šural, Marek Jarolím                                         |
| 2014/15 | Evropská liga UEFA | 3. předkolo        | FC Astra Giurgiu             | 2:6 (0:3 V, 2:3 D)                | Josef Šural, Michal Obročník                                                                  |
| 2015/16 | Evropská liga UEFA | 3. předkolo        | Hapoel Ironi Kirjat Šmona FC | 5:1 (2:1 D, 3:0 V)                | Dzon Delarge , Herolind Shala David Pavelka, Josef Šural, Marek Bakoš                         |
| 2015/16 | Evropská liga UEFA | 4. předkolo        | HNK Hajduk Split             | 2:0 (1:0 D, 1:0 V)                | Lukáš Pokorný, Josef Šural                                                                    |
| 2015/16 | Evropská liga UEFA | Základní skupina F | Olympique de Marseille       | 3:4 (2:4 D, 1:0 V)                | Vladimír Coufal, Marek Bakoš, Josef Šural                                                     |
| 2015/16 | Evropská liga UEFA | Základní skupina F | SC Braga                     | 1:3 (0:1 D, 1:2 V)                | Dmitrij Jefremov                                                                              |
| 2015/16 | Evropská liga UEFA | Základní skupina F | FC Groningen                 | 2:1 (1:1 D, 1:0 V)                | Sergio Padt (vl.), Kevin Luckassen                                                            |
| 2016/17 | Evropská liga UEFA | 3. předkolo        | Admira Wacker Mödling        | 4:1 (2:1 V, 2:0 D)                | Vladimír Coufal, Nikolaj Komličenko, Egon Vůch                                                |
| 2016/17 | Evropská liga UEFA | 4. předkolo        | AEK Larnaka                  | 4:0 (1:0 V, 3:0 D)                | Vladimír Coufal, Jan Sýkora                                                                   |
| 2016/17 | Evropská liga UEFA | Základní skupina J | FK Karabach                  | 5:2 (2:2 V, 3:0 D)                | Jan Sýkora, Milan Baroš, Egon Vůch, Nikolaj Komličenko                                        |
| 2016/17 | Evropská liga UEFA | Základní skupina J | PAOK Soluň                   | 1:4 (1:2 D, 0:2 V)                | Nikolaj Komličenko                                                                            |
| 2016/17 | Evropská liga UEFA | Základní skupina J | ACF Fiorentina               | 1:6 (1:3 D, 0:3 V)                | Petr Ševčík                                                                                   |
| 2020/21 | Evropská liga UEFA | 2. předkolo        | FK Riteriai                  | 5:1 V                             | Kamso Mara, Jakub Hromada, Michael Rabušic, Jan Matoušek, Júsuf Hilál                         |
| 2020/21 | Evropská liga UEFA | 3. předkolo        | FCSB                         | 2:0 V                             | Júsuf Hilál, Michael Rabušic                                                                  |
| 2020/21 | Evropská liga UEFA | 4. předkolo        | APOEL                        | 1:0 D                             | Kamso Mara                                                                                    |
| 2020/21 | Evropská liga UEFA | Základní skupina L | KAA Gent                     | 3:1 (1:0 D, 2:1 V)                | Júsuf Hilál, Kamso Mara Taras Kačaraba                                                        |
| 2020/21 | Evropská liga UEFA | Základní skupina L | Crvena zvezda Bělehrad       | 1:5 (0:0 D, 1:5 V)                | Jan Matoušek                                                                                  |
| 2020/21 | Evropská liga UEFA | Základní skupina L | 1899 Hoffenheim              | 0:7 (0:2 D, 0:5 V)                |                                                                                               |

Zdroj:

Vysvětlivky
- D – zápas na domácím hřišti
- V – zápas na hřišti soupeře

## Trenéři
| Jméno               | Roky působení      | Úspěchy                                                                                      |
| ------------------- | ------------------ | -------------------------------------------------------------------------------------------- |
| Ladislav Škorpil    | 1998–2004, 2007–09 | mistr ligy (2001/02), vítěz Poháru FAČR (1999/00), postup do čtvrtfinále Poháru UEFA 2001/02 |
| Josef Csaplár       | 2001–03, 2014–15   | mistr ligy (2001/02), postup do čtvrtfinále Poháru UEFA 2001/02                              |
| Vítězslav Lavička   | 2004–07            | mistr ligy (2005/06), postup do základní skupiny Poháru UEFA 2006/07                         |
| Jaroslav Šilhavý    | 2011–14            | mistr ligy (2011/12), postup do šestnáctifinále Evropské ligy 2013/14                        |
| David Vavruška      | 2014, 2015         | vítěz poháru (2014/15)                                                                       |
| Jindřich Trpišovský | 2015–17            | postup do základní skupiny Evropské ligy 2015/16 a 2016/17                                   |
| Pavel Hoftych       | 2019-2021          | postup do základní skupiny Evropské ligy 2020/21                                             |

### Kompletní seznam trenérů v 1. lize
- Vlastimil Petržela (1992–95)
- Ladislav Škorpil (1998–04)
- Josef Csaplár (2001–03)
- Stanislav Griga (leden 2003 – červen 2005)
- Vítězslav Lavička (2004–07)
- Michal Zach (červenec 2007–07)
- Ladislav Škorpil (říjen 2007 – listopad 2009)
- Josef Petřík (listopad 2009 – listopad 2010)
- Petr Rada (listopad 2010 – červen 2011)
- Jaroslav Šilhavý (červen 2011 – duben 2014)[36]
- David Vavruška (duben–červen 2014)
- Samuel Slovák (červen–prosinec 2014)
- Jiří Kotrba, Josef Csaplár (prosinec 2014 – březen 2015)
- David Vavruška (březen–květen 2015)
- Jindřich Trpišovský (červen 2015 – prosinec 2017)
- David Holoubek (leden–květen 2018)
- Zsolt Hornyák (červen 2018 – květen 2019)
- Pavel Hoftych (červen 2019 – srpen 2021)
- Luboš Kozel (od srpna 2021)